# Roman Hubník
Roman Hubník (ur. 6 czerwca 1984 w miejscowości Vsetín) – czeski piłkarz występujący na pozycji obrońcy. Zawodową karierę rozpoczynał w klubie Tescoma Zlín, gdzie występował do 2002 roku. Następnie trafił do Sigmy Ołomuniec i po rozegraniu 102 ligowych pojedynków za dwa miliony euro odszedł do FK Moskwa. Do Sparty trafił w 2009 roku na zasadzie wypożyczenia. W grudniu 2009 na zasadzie wypożyczenia trafił do Herthy Berlin. Po okresie wypożyczenia postanowił pozostać w Hercie na stałe. W 2013 roku przeszedł do Viktorii Pilzno. Brat Michala, byłego napastnika Legii.